# Greatest Hits (album Spice Girls)
Greatest Hits – kolekcja największych przebojów grupy Spice Girls, w składzie: Emma Bunton, Victoria Beckham, Geri Halliwell, Melanie Brown i Melanie Chisholm. Płyta miała promować reaktywację zespołu i jest pierwszą płytą po „Forever”, czyli po przerwie 7 lat. Album został nagrany wraz z wytwórnią Virgin. Album został wydany w 2007 roku, polską wersją zajęła się firma Emi Music Poland.

## Lista utworów
1. Wannabe
2. Say You’ll Be There
3. 2 Become 1
4. Mama
5. Who Do You Think You Are
6. Move Over
7. Spice Up Your Life
8. Too Much
9. Stop
10. Viva Forever
11. Let Love Lead The Way
12. Holler
13. Headlines (Friendship Never Ends) – nowa piosenka promująca reaktywację
14. Voodoo – nowa, wcześniej nie wydana
15. Goodbye

Ponadto dołączone jest DVD z teledyskami, w niektórych wydaniach z Karaoke.

## Listy przebojów
| Zestawienie (2007)                    | Najwyższa pozycja | Sprzedaż    | Certyfikaty |
| ------------------------------------- | ----------------- | ----------- | ----------- |
| Australian Albums Chart               | 1                 | 80,000+     | Platyna     |
| UK Albums Chart                       | 2                 | 380,569+    | Platyna     |
| European Top 100 Albums               | 7                 |             |             |
| Estonian Album Chart (Standard CD)    | 8                 |             |             |
| Argentine Album Chart                 | 8                 |             |             |
| Irish Albums Chart                    | 9                 | 20,000+     | Platyna     |
| Greek International Albums Chart      | 9                 |             |             |
| Canada Albums Chart                   | 11                | 100,000+    | Platyna     |
| Mexican International Album Chart     | 11                |             |             |
| Brazilian Album Charts                | 12                | 100,000     | Złoto       |
| New Zealand Albums Chart              | 15                | 7,500+      | Złoto       |
| Japanese Albums Charts                | 18                | 75,000+     |             |
| Rosjan Album Chart (Standard CD)      | 20                |             |             |
| Italy Album Charts                    | 20                | 23,185      | Srebro      |
| Spanish Album Charts                  | 23                | 2 x Platyna | 160,000     |
| French Album Chart                    | 31                | 20,000+     | Złoto       |
| Mexican Album Chart                   | 34                |             |             |
| Polish Album Chart                    | 48                |             |             |
| Sweden Album Chart                    | 50                |             |             |
| Germany Album Chart                   | 50                |             |             |
| Switzerland Album Chart               | 52                |             |             |
| Estonian Album Chart (CD+DVD Edition) | 54                |             |             |
| Russian Album Chart (Box Set)         | 8                 |             |             |
| Russian Album Chart (CD+DVD Edition)  | 68                |             |             |
| Austrian Album Chart                  | 70                |             |             |
| Netherlands Album Chart               | 73                |             |             |
| Billboard 200                         | 93                | 600,000+    | złoto       |